# Frederik Tjaberings
Frederik Tjaberings (Kalkwijk, 21 juli 1892 – Leeuwarden, 26 oktober 1967) was een Nederlands burgemeester.
Tjaberings was een zoon van de smid en latere fabrieksdirecteur Freerk Tjaberings en Janna Hendrika Maters. Hij trad in 1909 in overheidsdienst, hij was onder meer ambtenaar ter secretarie in Appingedam, Rheden en Enkhuizen en gemeentesecretaris van Andijk. Hij werd burgemeester van Nieuwolda (1920–1930), Hoogkerk (1931–1941) en vervolgens van Wymbritseradeel (1941–1957). In 1950 werd hij benoemd tot Ridder in de Orde van Oranje-Nassau. In Hoogkerk werd de Tjaberingsstraat naar hem vernoemd.
Tjaberings trouwde op 2 maart 1916 te Groningen met Lammegien de Boer, dochter van de veehouder Lammert de Boer en Jantje Pentinga. Hun zoon Freerk Tjaberings was burgemeester van Muntendam, Krommenie en Hoorn.

## Incident
In 1929 werd de gemeentearts van Nieuwolda ontslagen. Hij was linksrijdend op de fiets in botsing gekomen met de echtgenote van burgemeester Tjaberings. In het tumult dat daarna ontstond verkocht de arts de burgemeester een klap in het gelaat, die beantwoord werd met een kaakslag. Naar aanleiding van dit incident besloot de gemeenteraad met algemene stemmen de gemeentearts te ontslaan.
- International Standard Name Identifier: 0000 0003 9657 9805
- Nederlandse Thesaurus van Auteursnamen: 241743095
- Virtual International Authority File: 291549939
- WorldCat: E39PBJhhrpw4HJbkTv4wxDKmVC